# 普雷辰多夫
普雷辰多夫（德語：Pretzschendorf，發音：[ˈpʁɛtʃn̩ˌdɔʁf]）是德国萨克森州萨克森施韦茨-东厄尔士山县曾经的一个市镇，面积49.85平方千米，2011年12月31日人口为4,069人。2012年12月31日，普雷辰多夫与市镇赫肯多夫并入市镇克林根贝格。